# Мореллино ди Сканзано
Мореллино ди Сканзано (итал. Morellino di Scansano) — итальянское сухое красное вино, производимое в исторической области Маремма, провинции Гроссето в Тоскане. Производится из винограда сорта санджовезе (не менее 85 %) с добавлением каберне совиньон (не более 10 %), мерло (не более 5 %) и других местных сортов винограда (в сумме не более 15 %). Получило категорию DOCG (Denominazione di Origine Controllata e Garantita) в 2007 году.
Вино относительно недавно получило высшую квалификацию итальянских вин, стандарт не содержит жёстких ограничений на метод производства и выдержки. Тем не менее, урожайность винограда не должна превышать 9 тысяч килограмм на гектар. Допускается выдержка в чанах из нержавеющей стали, но вина класса Riserva должны быть дополнительно выдержаны в деревянных бочках не менее 1 года (при общей выдержке не менее 2 лет). Цвет вина может колебаться от яркого рубинового к тёмному гранатовому, во вкусе заметные лёгкие танины, древесные тона. Крепость вина — не ниже 12,5 %, для Riserva — 13 %.